# Titre XIII de la Constitution de la Cinquième République française
Cet article court présente un sujet plus développé dans : Article 76 de la Constitution de la Cinquième République française et Article 77 de la Constitution de la Cinquième République française.
Le titre XIII de la Constitution française du 4 octobre 1958, intitulé « Dispositions transitoires relatives à la Nouvelle-Calédonie », régit le statut de la Nouvelle-Calédonie. Il regroupe les articles 76 et 77.